# 구마가이 다쓰야
구마가이 다쓰야(일본어: 熊谷 達也, 1992년 9월 25일 ~ )는 일본의 전 축구 선수이다.

## 구단 경력
과거 블라우블리츠 아키타에서 활동하였다.